# Your Honor
Your Honor è una serie televisiva statunitense con protagonista Bryan Cranston, adattamento della serie israeliana Kvodo (in ebraico כבודו‎?) del 2017.

## Trama
Rocco, il figlio di un boss della malavita di New Orleans, rimane ucciso in un incidente stradale causato da Adam, figlio del giudice Michael Desiato. Quando questi scopre l’accaduto e l’identità della vittima, decide di aiutare il figlio nel tentativo di sottrarlo alla vendetta mafiosa, innescando una serie di vicende sempre più complesse: benché sia un uomo retto e stimato, pur di difendere suo figlio Michael si macchia indirettamente di crimini e soprattutto viene meno alla sua etica professionale, innescando una spirale di violenza.

## Episodi
| Stagione         | Episodi | Prima TV USA | Distribuzione Italia |
| ---------------- | ------- | ------------ | -------------------- |
| Prima stagione   | 10      | 2020-2021    | 2021                 |
| Seconda stagione | 10      | 2023         | 2023                 |

## Personaggi e interpreti

### Personaggi principali
- Michael Desiato (stagioni 1-2), interpretato da Bryan Cranston, doppiato da Stefano De Sando.
Onesto giudice di New Orleans, disposto a tutto pur di proteggere la vita di suo figlio.
- Adam Desiato (stagione 1), interpretato da Hunter Doohan, doppiato da Federico Campaiola.
Figlio di Michael coinvolto in un incidente che ha investito e ucciso il figlio di un capo di una famiglia del crimine organizzato di New Orleans.
- Gina Baxter (stagioni 1-2), interpretata da Hope Davis, doppiata da Tatiana Dessi.
Spietata moglie di Jimmy.
- Frannie Latimer (stagione 1), interpretata da Sofia Black-D'Elia, doppiata da Eva Padoan.
Insegnante di fotografia di Adam che ha una relazione con lui.
- Charlie Figaro (stagioni 1-2), interpretato da Isiah Whitlock Jr., doppiato da Pasquale Anselmo.
Politico con legami nel crimine organizzato e miglior amico di Michael.
- Jimmy Baxter (stagioni 1-2), interpretato da Michael Stuhlbarg, doppiato da Franco Mannella.
Capomafia di una famiglia del crimine organizzato.
- Lee Delamere (stagione 1, ricorrente stagione 2), interpretata da Carmen Ejogo, doppiata da Laura Romano.
Ex stagista di Michael e avvocato che si convince a seguire il caso di Kofi.
- Big Mo (stagione 2, ricorrente stagione 1), interpretato da Andrene Ward-Hammond, doppiata da Laura Boccanera.
Capo della banda dei Desire e madre di Little Mo.
- Trey "Little Mo" Monroe (stagione 2, ricorrente stagione 1), interpretato da Keith Machekanyanga, doppiato da Alessandro Campaiola.
Braccio destro del capo della banda dei Desire nel quartiere Lower Ninth Ward.
- Eugene Jones (stagione 2, ricorrente stagione 1), interpretato da Benjamin Flores Jr., doppiato da Mattia Fabiano.
Fratello minore di Kofi.
- Sofia "Fia" Baxter (stagione 2, ricorrente stagione 1), interpretato da Lilli Kay, doppiata da Ludovica Bebi.
Unica figlia di Gina e Jimmy.
- Carlo Baxter (stagione 2, ricorrente stagione 1), interpretato da Jimi Stanton, doppiato da Federico Viola.
Figlio maggiore di Gina e Jimmy che sta scontando una pena per aggressione aggravata ad un altro membro di una gang rivale al penitenziario statale della Louisiana.

### Personaggi ricorrenti
- Nancy Costello (stagioni 1-2), interpretata da Amy Landecker, doppiata da Giò Giò Rapattoni.
Detective alla quale Michael si rivolge per aiuto.
- Frankie (stagioni 1-2), interpretato da Tony Curran, doppiato da Massimo Bitossi.
Socio dell'organizzazione criminale di Jimmy.
- Kofi Jones (stagione 1), interpretato da Lamar Johnson, doppiato da Federico Bebi.
Giovane uomo che è stato forzato da Little Mo a prendersi la colpa per la fuga di Adam dall'incidente.
- Joey Maldini (stagione 1), interpretato da Chet Hanks, doppiato da Federico Talocci.
Miglior amico di Carlo che lavora per Jimmy.
- Brendan Cusack (stagioni 1-2), interpretato da David Maldonado, doppiato da Sergio Lucchetti.
Agente corrotto della polizia di New Orleans che ha legami con Jimmy, la banda Desire e Charlie.
- Female Jones (stagione 1), interpretata Melanie Nicholls-King, doppiata da Monica Bertolotti.
Madre di Kofi e Eugene.
- Sara LeBlanc (stagione 1), interpretata da Lorraine Toussaint, doppiata da Anna Cugini.
 Presidente di Corte Suprema nello stesso palazzo di giustizia dove lavora Michael.
- Elizabeth Guthrie (stagioni 1-2), interpretata da Margo Martindale, doppiata da Barbara Castracane.
Senatrice e suocera di Michael.
- Fiona McKee (stagione 1), interpretata da Maura Tierney, doppiata da Alessandra Cassioli.
Procuratrice nello stesso palazzo di giustizia dove lavora Michael.
- Olivia Delmont (stagione 2), interpretata da Rosie Perez.
Assistente procuratore del distretto orientale della Louisiana.
- Carmine Conti (stagione 2), interpretato da Mark Margolis, doppiato da Bruno Alessandro.
Padre di Gina.
- Padre Jay (stagione 2), interpretato da Mark O'Brien, doppiato da Edoardo Stoppacciaro.
Sacerdote cattolico a cui Gina si rivolge per far battezzare il figlio di Fia.
- Janelle (stagione 2), interpretata da Ciara Renée.
Interesse amoroso di Big Mo e cantante nel suo locale.

## Produzione
La lavorazione della serie iniziò il 16 settembre 2019 a New Orleans, Louisiana, ma è stata sospesa nel marzo 2020 a causa della pandemia di COVID-19. La produzione è stata ripresa il 7 ottobre 2020 e si è conclusa il 25 novembre dello stesso anno.
Il 24 agosto 2021 Showtime ha rinnovato la serie per una seconda e ultima stagione, trasmessa dal 15 gennaio 2023.

## Distribuzione
La serie ha debuttato su Showtime il 6 dicembre 2020.
In Italia, la prima stagione è andata in onda su Sky Atlantic dal 24 febbraio al 24 marzo 2021, mentre la seconda stagione è stata distribuita sulla piattaforma Paramount+ dal 3 febbraio all'11 aprile 2023.

## Accoglienza
La prima stagione ha ricevuto recensioni miste dalla critica. Rotten Tomatoes riporta il 50% delle recensioni professionali positive, con un voto medio di 6,10 su 10 basato su 50 critiche. Il consenso critico del sito web indica: "Bryan Cranston è potente nella sua interpretazione di un padre senza nulla da perdere, ma Your Honor è troppo simile ad altre serie migliori che riguardano uomini buoni fare brutte cose." Metacritic invece ha assegnato un punteggio di 60 su 100, basato su 31 recensioni, indicando "recensioni miste". La seconda stagione riporta una media del 67% su Rotten Tomatoes, portando tutta la serie a una media complessiva del 58%.